# Malinovscoe
Malinovscoe è un comune della Moldavia situato nel distretto di Rîșcani di 1.483 abitanti al censimento del 2004

## Località
Il comune è formato dall'insieme delle seguenti località (popolazione 2004):
- Malinovscoe (1.246 abitanti)
- Lupăria (237 abitanti)